# Mori Ōgai
Mori Ōgai (森鷗外, med moderna tecken 森鴎外), japansk författare och läkare, *17 februari 1862 †9 juli 1922.
Mori Ōgai föddes som Rintarō (林太郎) i Tsuwano i provinsen Iwami (nuvarande västra Shimane prefektur). Far och farfar arbetade som läkare hos länsherren, vilket också blev Ōgais bana. I barndomen fick den unge Rintarō studera såväl Konfucius och Mencius skrifter som nederländska. Vid tio års ålder, samtidigt som de gamla feodala länen upplöstes som en följd av Meijirestaurationen, följde Mori Ōgai sin far till huvudstaden. Resten av familjen följde snart efter och ägorna i hemlänet såldes. För att kunna komma in på läkarutbildningen tillägnade sig Ōgai tyska genom en privatskola.
1874 påbörjade Mori Ōgai studier på förberedelseskolan till läkarutbildningen på nuvarande Tokyouniversitetet. 1881, bara 19 år gammal, avlade han sin examen vid samma fakultet som dess yngsta avgångselev genom tiderna. Studierna följdes av tjänstgöring vid Tokyos militärsjukhus. Av armén skickades han 1884 för studier till Tyskland, där han i Leipzig, Dresden, München och Berlin studerade medicin för bland annat Max von Pettenkofer och besökte Robert Koch. Efter fyra års utlandsstudier återvände Ōgai till Tokyo där han utsågs till lärare vid arméns medicinarutbildning.
Direkt efter studierna inledde Mori Ōgai sin författarkarriär i och med att en av hans noveller trycktes i dagstidningen Yomiuri Shimbun. 1889 grundade han tillsammans med diktarvänner ett eget förlag och en tidskrift, där han bland annat bidrog till översättningar av Calderón de la Barca. På egen hand översatte han Goethes Faust och H.C. Andersens Improvisatoren. 1890 trycktes Mori Ōgais första större verk Danserskan (Maihime, övers. Vibeke Emond), en kärlekshistoria om en ung japan och en tysk kvinna. Huvudpersonen i Maihime identifieras ofta som Mori Ōgai själv, då han brevväxlade med en tysk kvinna, som också besökte honom i Japan.
Första kinesisk-japanska krigets utbrott tvingade Ōgai att koncentrera sig på sitt yrke som militärläkare. Efter krigsstilleståndet och ett kort uppehälle på Taiwan återvände Mori Ōgai till Japan, där han grundade en ny litterär tidskrift och en medicinsk tidskrift, vilka han ägnade sig åt fram till att rysk-japanska kriget utbröt. Under sin krigsplacering i Kina skrev Mori Ōgai diktdagboken Uta-nikki.
1909 utgavs den uppseendeväckande romanen Vita sexualis, som förbjöds för osedlighet. Trots detta innehöll boken inga sexskildringar, utan handlade om en filosof som betraktade sina sexuella erfarenheter ur ett rent filosofiskt perspektiv. Romanen Gan följdes av fullbordandet av Faust-översättningen och en rad historiska romaner.
1920 drabbades Mori av en njursjukdom, som under en resa i april 1922 nådde sin kulmen. Läkare kunde konstatera att författaren också hade drabbats av tuberkulos, och Mori Ōgai avled i juli samma år. Idag räknas han, jämte Natsume Sōseki, som grundaren av den moderna japanska romankonsten.